# Кристийне
Кристи́йне (эст. Kristiine) — район в Таллине, столице Эстонии. Образован в 1993 году.

## География
Граничит с районом Пыхья-Таллинн на севере, с Кесклинном на востоке, Нымме на юге, Мустамяэ на западе и Хааберсти на северо-западе. Делится на 3 микрорайона: Лиллекюла, Тонди и Ярве. Западная часть в основном представляет собой промышленные и деловые зоны, различные учреждения также расположены в районе улиц Тонди и Рахумяэ. 
Площадь района 7,83 км², что составляет 4,9 % от площади Таллина. Зелёные зоны занимают 0,2 км² (2,6 % от территории района), по состоянию на 2011 год в их числе были 4 охраняемых природных объекта: 3 сада (адреса: Linnu tee 83, Linnu tee 87, Mõtuse tänav 8) и парк Лёвенру.

## Символика
Район имеет свой герб: на красном щите серебряный (белый) крест, разделяющий его на четыре части. В верхней левой части изображён серебряный (белый) лист клевера.

## История
Район, как одна из восьми частей города Таллина, был образован в 1993 году. Однако, он имеет давнюю историю. В XVII веке королева Швеции Кристина, правившая в то время и Эстонией, передала расположенные здесь луга Таллинской ратуше, которая, в свою очередь, разделила их на летние мызы. Земли раздавались дворянам на основе лотереи. Так было заложено образование современного района Кристийне.
В письменных источниках 1686 года упоминается Christinen Dahl, 1689 года —  Christinadahl, 1732 года — Christinthäler и Kristiindalid. На немецком языке данная местность называлась Кристиненталь (нем. Christinental), русским названием было Христинентальские сенокосы (старорус. Христинентальскія сѣнокосы). 

## Микрорайоны

### Лиллекюла
В микрорайоне Лиллекюла (эст. Lilleküla — «Цветочная деревня») многие улицы носят названия цветов, ягод и птиц (Kannikese — Фиалковая, Lille — Цветочная, Kirsi — Вишнёвая, Mooni — Маковая, Pirni — Грушевая, Maasika — Клубничная, Sõstra — Смородиновая, Kotka — Орлиная, Kuldnoka — Скворцовая, Liblika — Мотыльковая, Luige — Лебединая, Tedre — Тетеревиная, Hane — Гусиная и пр.). После Второй мировой войны здесь началось интенсивное строительство частных домов.
В микрорайоне работает центр по интересам «Кулло». Это старейшая и крупнейшая школа по интересам в Эстонии, которая была создана в 1941 году. В 2020 году в школе насчитывалось более 2400 учеников и работало 58 различных кружков.

#### Маарья-Лийми-Лаки
Промышленный район улиц Маарья—Лийми—Лаки. Предшественником его можно считать подсобные хозяйства, некогда расположенные в этом районе летних усадеб. Здесь варили мыло, клей, изготовляли краски. Теперь здесь работают многие известные ещё с советских времён предприятия (Tikkurila, Juveel, Norma и др.).

### Тонди
Микрорайон Тонди (эст. Tondi — «Призраковый») известен прежде всего как бывший военный городок. В 1910-х годах здесь были возведены армейские казармы («Тондиские казармы») и другие строения военного городка, которые в 1999 году были внесены в Государственный регистр памятников культуры Эстонии как памятники архитектуры. В 2000—2010-х годах часть этих строений была отреставрирована и реконструирована; в одну из бывших казарм переехал университет «Audentes» (ул. Тонди 55). В микрорайоне также много частных домов. В ближайшие годы в Тонди планируется расширить строительство квартирных домов и предприятий торговли.

### Ярве
Микрорайон Ярве (эст. Järve — «Озёрный») — образец типового советского строительства. Большинство жителей Ярве проживают в блочных пятиэтажных домах, построенных в 1960-е годы. Здесь же находятся территории, принадлежавшие Советской армии и государственным предприятиям и до сих пор во многом ещё не освоенные.

## Население
По данным Департамента статистики Эстонии, на 1 января 2025 года в Кристийне насчитывался 34 661 житель; по данным Регистра народонаселения, который ведёт Министерство внутренних дел Эстонии, на ту же дату в районе проживали 34 166 человек (данные Департамента статистики отличаются от данных Регистра народонаселения в связи с различиями в методиках расчёта).
| Численность населения района Кристийне на 1 января по данным Департамента статистики Эстонии | Численность населения района Кристийне на 1 января по данным Департамента статистики Эстонии | Численность населения района Кристийне на 1 января по данным Департамента статистики Эстонии | Численность населения района Кристийне на 1 января по данным Департамента статистики Эстонии | Численность населения района Кристийне на 1 января по данным Департамента статистики Эстонии | Численность населения района Кристийне на 1 января по данным Департамента статистики Эстонии | Численность населения района Кристийне на 1 января по данным Департамента статистики Эстонии | Численность населения района Кристийне на 1 января по данным Департамента статистики Эстонии |
| 2018                                                                                         | 2019                                                                                         | 2020                                                                                         | 2021                                                                                         | 2022                                                                                         | 2023                                                                                         | 2024                                                                                         | 2025                                                                                         |
| -------------------------------------------------------------------------------------------- | -------------------------------------------------------------------------------------------- | -------------------------------------------------------------------------------------------- | -------------------------------------------------------------------------------------------- | -------------------------------------------------------------------------------------------- | -------------------------------------------------------------------------------------------- | -------------------------------------------------------------------------------------------- | -------------------------------------------------------------------------------------------- |
| 32 171                                                                                       | ↗32 499                                                                                      | ↗32 763                                                                                      | ↗32 790                                                                                      | ↘32 705                                                                                      | ↗34 183                                                                                      | ↗34 269                                                                                      | ↗34 661                                                                                      |

| Численность населения района Кристийне на 1 января по данным Регистра народонаселения | Численность населения района Кристийне на 1 января по данным Регистра народонаселения | Численность населения района Кристийне на 1 января по данным Регистра народонаселения | Численность населения района Кристийне на 1 января по данным Регистра народонаселения | Численность населения района Кристийне на 1 января по данным Регистра народонаселения | Численность населения района Кристийне на 1 января по данным Регистра народонаселения | Численность населения района Кристийне на 1 января по данным Регистра народонаселения | Численность населения района Кристийне на 1 января по данным Регистра народонаселения | Численность населения района Кристийне на 1 января по данным Регистра народонаселения | Численность населения района Кристийне на 1 января по данным Регистра народонаселения | Численность населения района Кристийне на 1 января по данным Регистра народонаселения | Численность населения района Кристийне на 1 января по данным Регистра народонаселения |
| 2003                                                                                  | 2004                                                                                  | 2005                                                                                  | 2006                                                                                  | 2007                                                                                  | 2008                                                                                  | 2009                                                                                  | 2010                                                                                  | 2011                                                                                  | 2012                                                                                  | 2013                                                                                  | 2014                                                                                  |
| ------------------------------------------------------------------------------------- | ------------------------------------------------------------------------------------- | ------------------------------------------------------------------------------------- | ------------------------------------------------------------------------------------- | ------------------------------------------------------------------------------------- | ------------------------------------------------------------------------------------- | ------------------------------------------------------------------------------------- | ------------------------------------------------------------------------------------- | ------------------------------------------------------------------------------------- | ------------------------------------------------------------------------------------- | ------------------------------------------------------------------------------------- | ------------------------------------------------------------------------------------- |
| 28 623                                                                                | ↗29 424                                                                               | ↗29 908                                                                               | ↘29 816                                                                               | ↘29 511                                                                               | ↘29 478                                                                               | ↘29 221                                                                               | ↗29 395                                                                               | ↗29 810                                                                               | ↗30 055                                                                               | ↗30 274                                                                               | ↗31 770                                                                               |
| 2015                                                                                  | 2016                                                                                  | 2017                                                                                  | 2018                                                                                  | 2019                                                                                  | 2020                                                                                  | 2021                                                                                  | 2022                                                                                  | 2023                                                                                  | 2024                                                                                  | 2025                                                                                  |                                                                                       |
| ↗32 446                                                                               | ↗32 996                                                                               | ↗33 284                                                                               | ↘31 256                                                                               | ↗32 721                                                                               | ↗32 904                                                                               | ↗32 997                                                                               | ↘32 725                                                                               | ↗33 742                                                                               | ↗34 361                                                                               | ↘34 166                                                                               |                                                                                       |

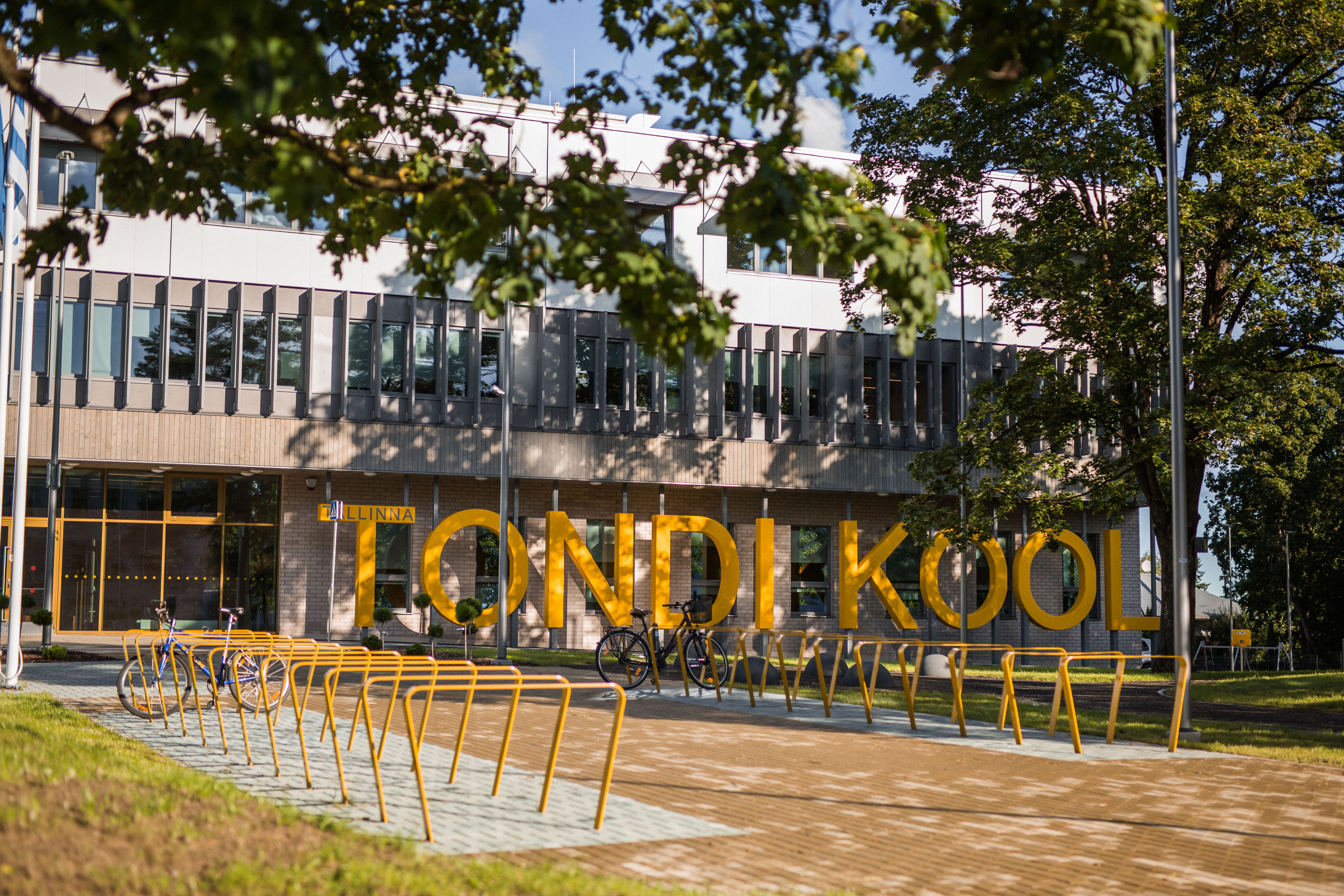
Таллинская школа Тонди в 2021 году

Данные Регистра народонаселения о районе Кристийне по состоянию на 1 января 2020 года:
- половая структура населения: женщины 55 %, мужчины 45 %;
- возрастная структура населения: дети в возрасте до 15 лет — 15,7 %, лица в возрасте 15–74 года — 75,4 %, лица в возрасте 75 лет и старше — 8,9 %;
- средний возраст жителей — 40,7 лет;
- национальная структура населения:

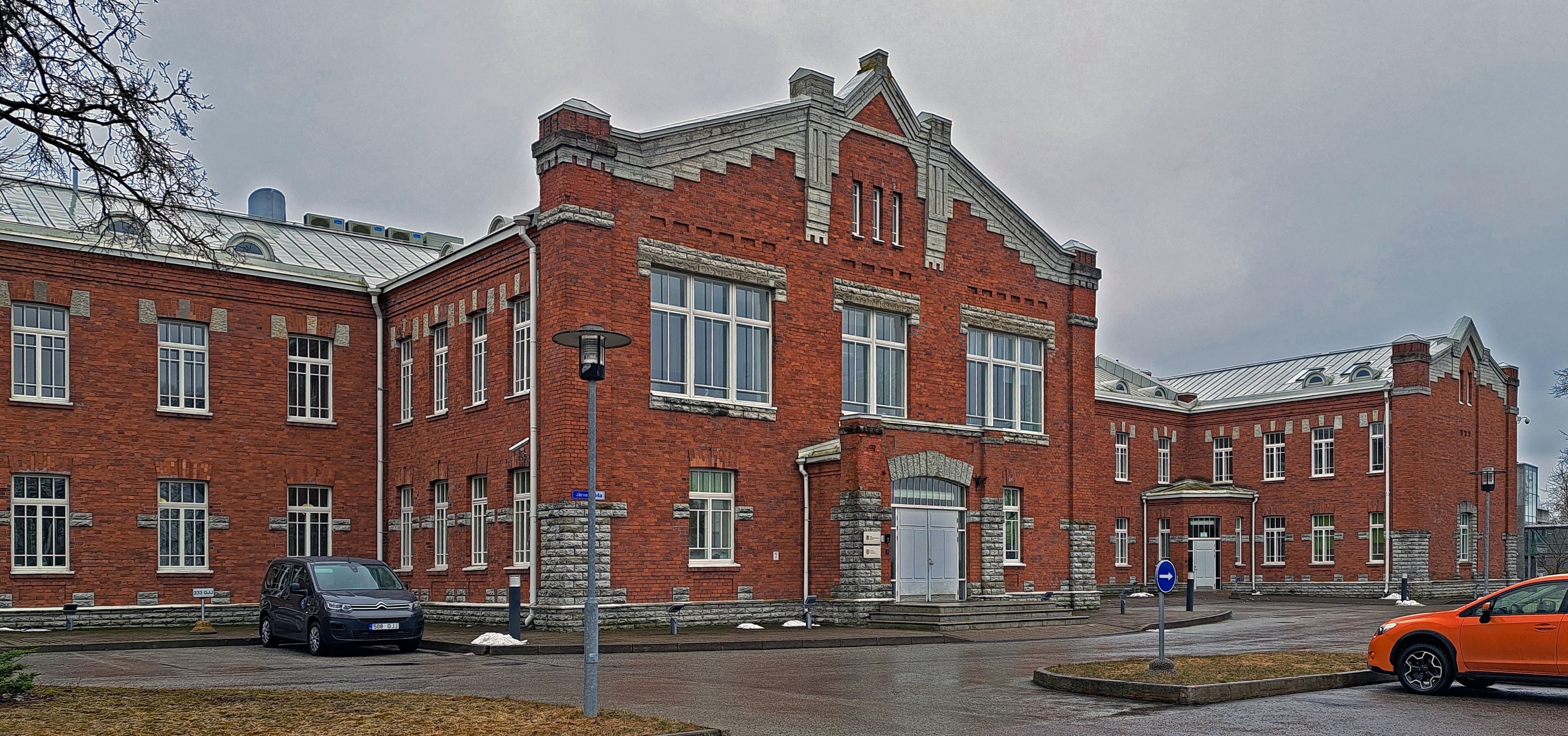
Улица Таммсааре 25, бывший штаб военного городка (памятник архитектуры)

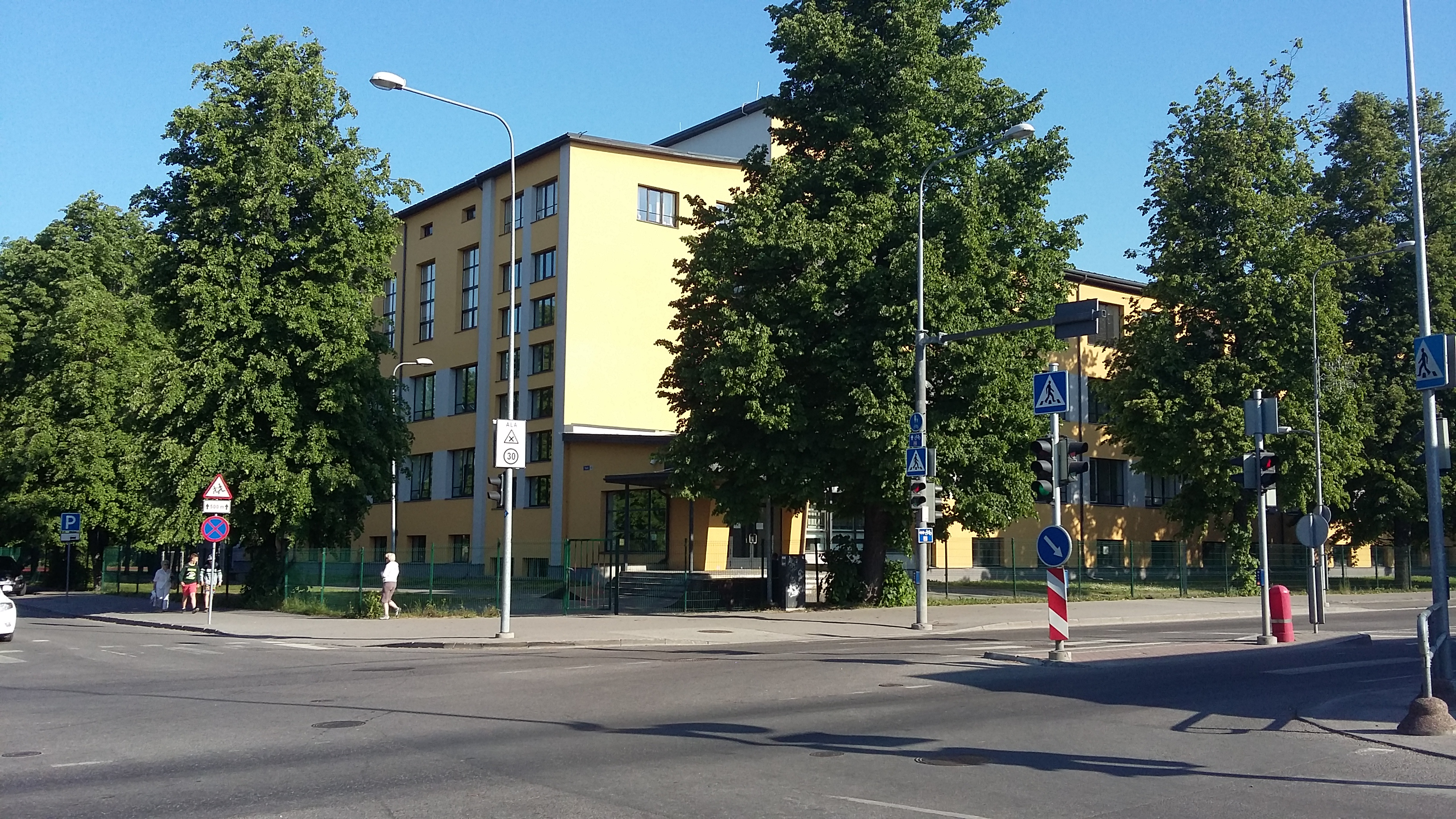
Гимназия Кристийне

| Национальность | %    |
| -------------- | ---- |
| эстонцы        | 70,7 |
| русские        | 21,4 |
| украинцы       | 2,0  |
| белорусы       | 1,0  |
| финны          | 0,7  |
| евреи          | 0,2  |
| латыши         | 0,3  |
| татары         | 0,2  |
| прочие         | 3,6  |

- число жителей по микрорайонам:

| Микрорайон | Чел.   |
| ---------- | ------ |
| Лиллекюла  | 25 928 |
| Тонди      | 4 096  |
| Ярве       | 2 880  |

## Предприятия и учреждения
В районе находится один из крупнейших торговых центров Эстонии — «Крийстийне» (Kristiine Kaubanduskeskus).
В районе работают: Лиллекюлаская гимназия, гимназия Кристийне, Таллинская Высшая школа здравоохранения, Таллинский Педагогический семинар, частная школа Audentes, Таллинская основная школа Тонди (до 2011 года — Таллинская Первая школа-интернат), Таллиннский центр профессионального обучения, Таллинский центр по интересам «Kullo», Школа изящных искусств Каари Силламаа и Вокальная школа «Waf» .

## Галерея

Район Кристийне
Бульвар Сыпрузе
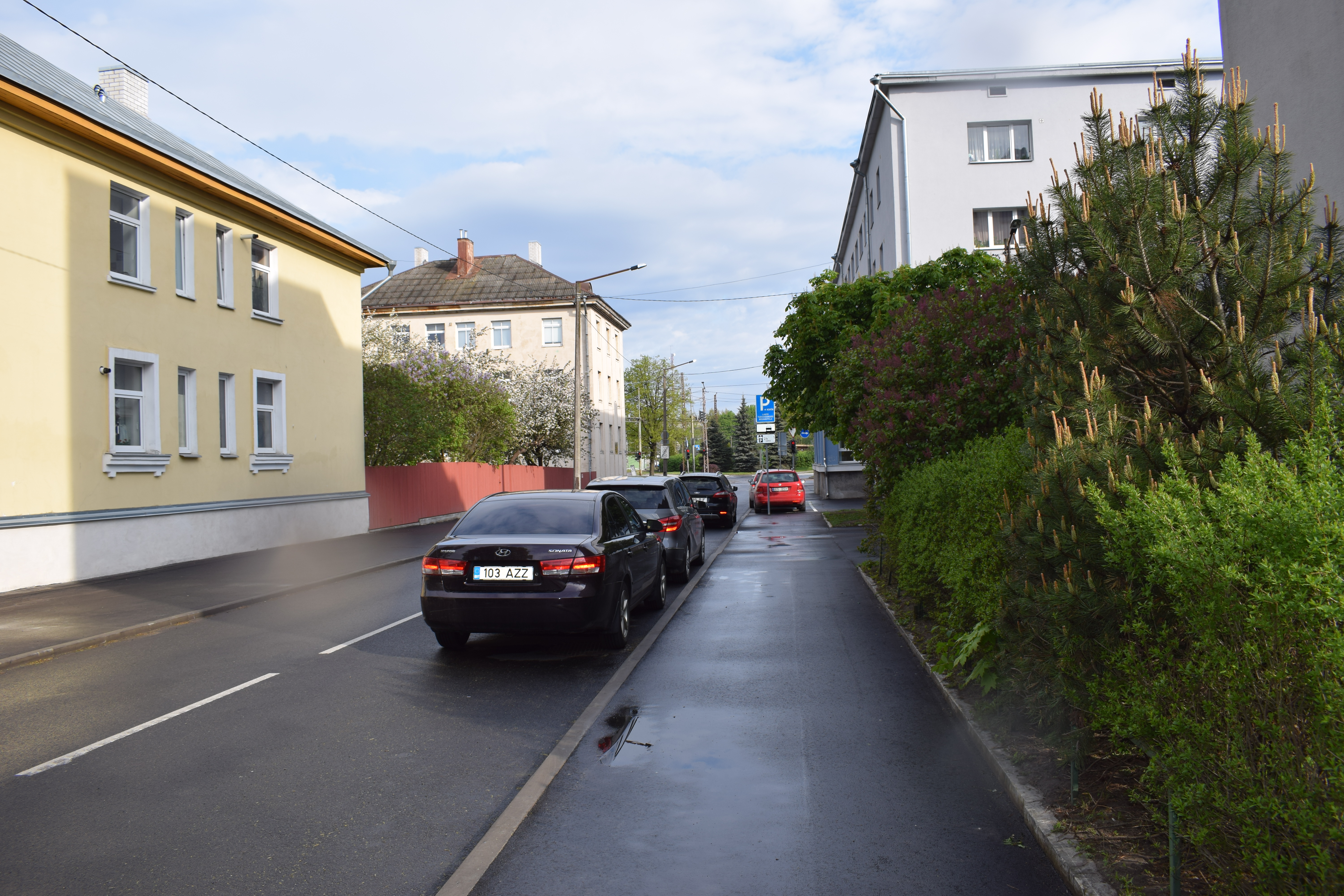
Улица Моони
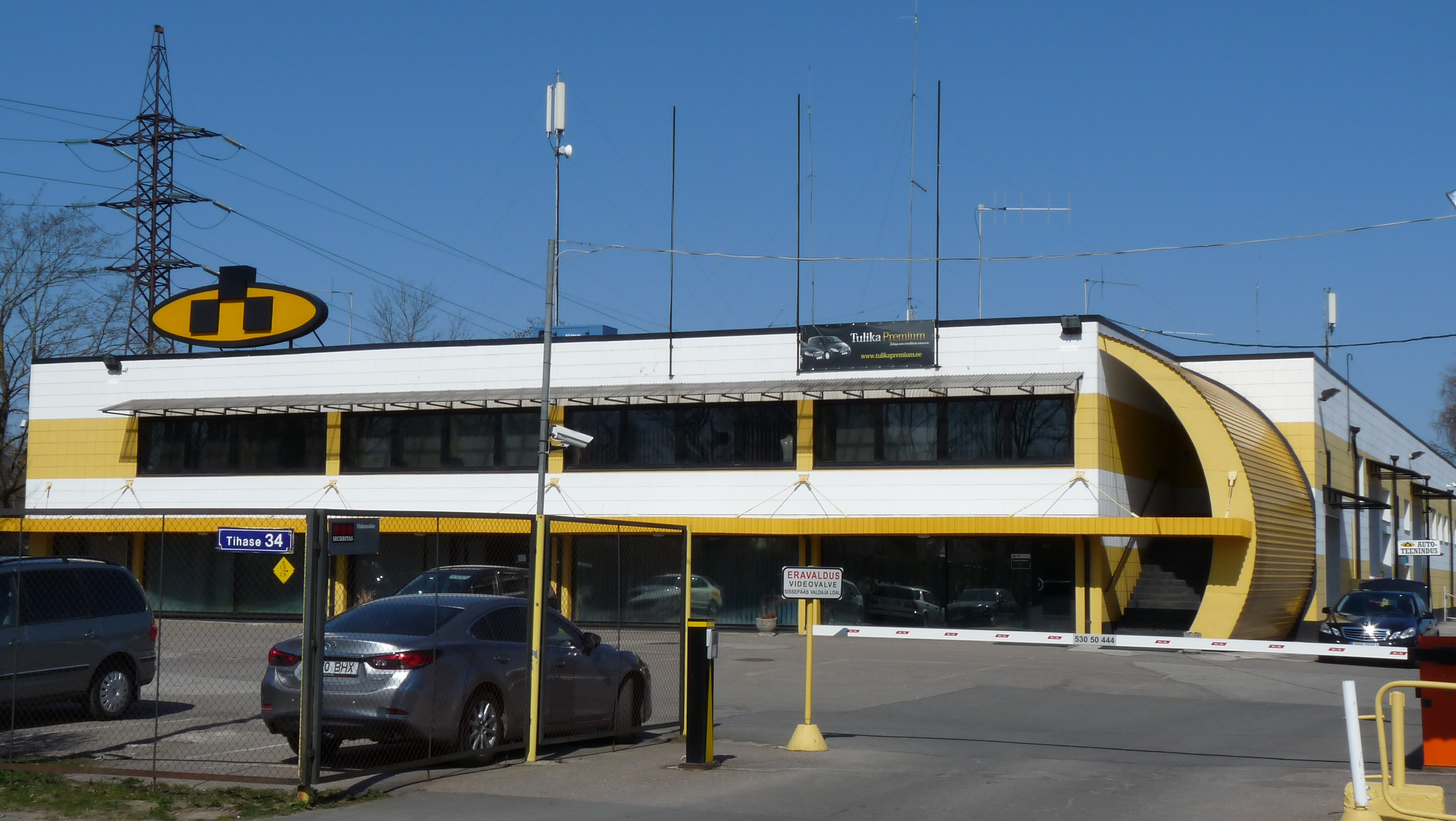
Головной офис фирмы «Tulika Takso»
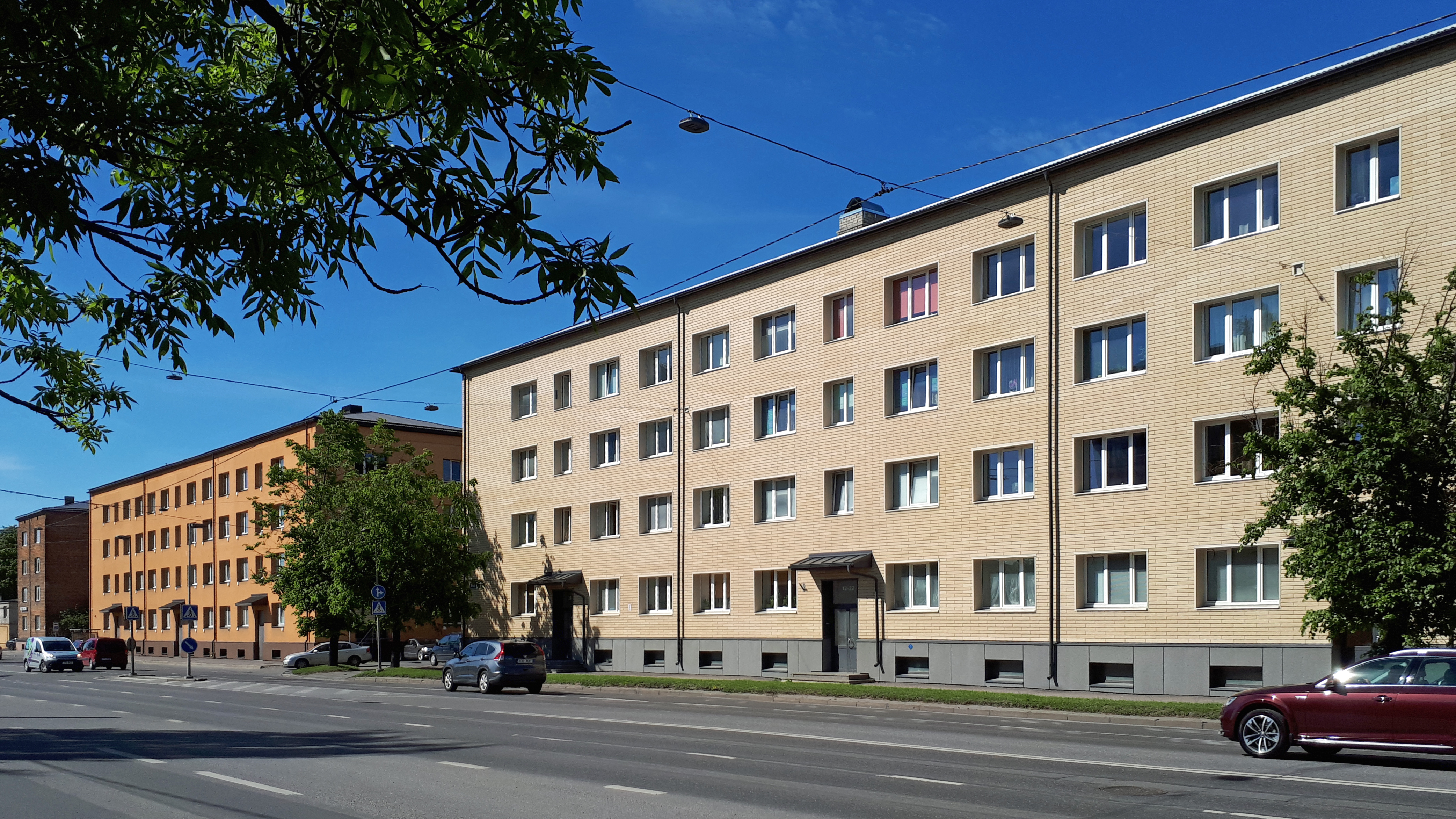
Конец улицы Эндла в 2019 году
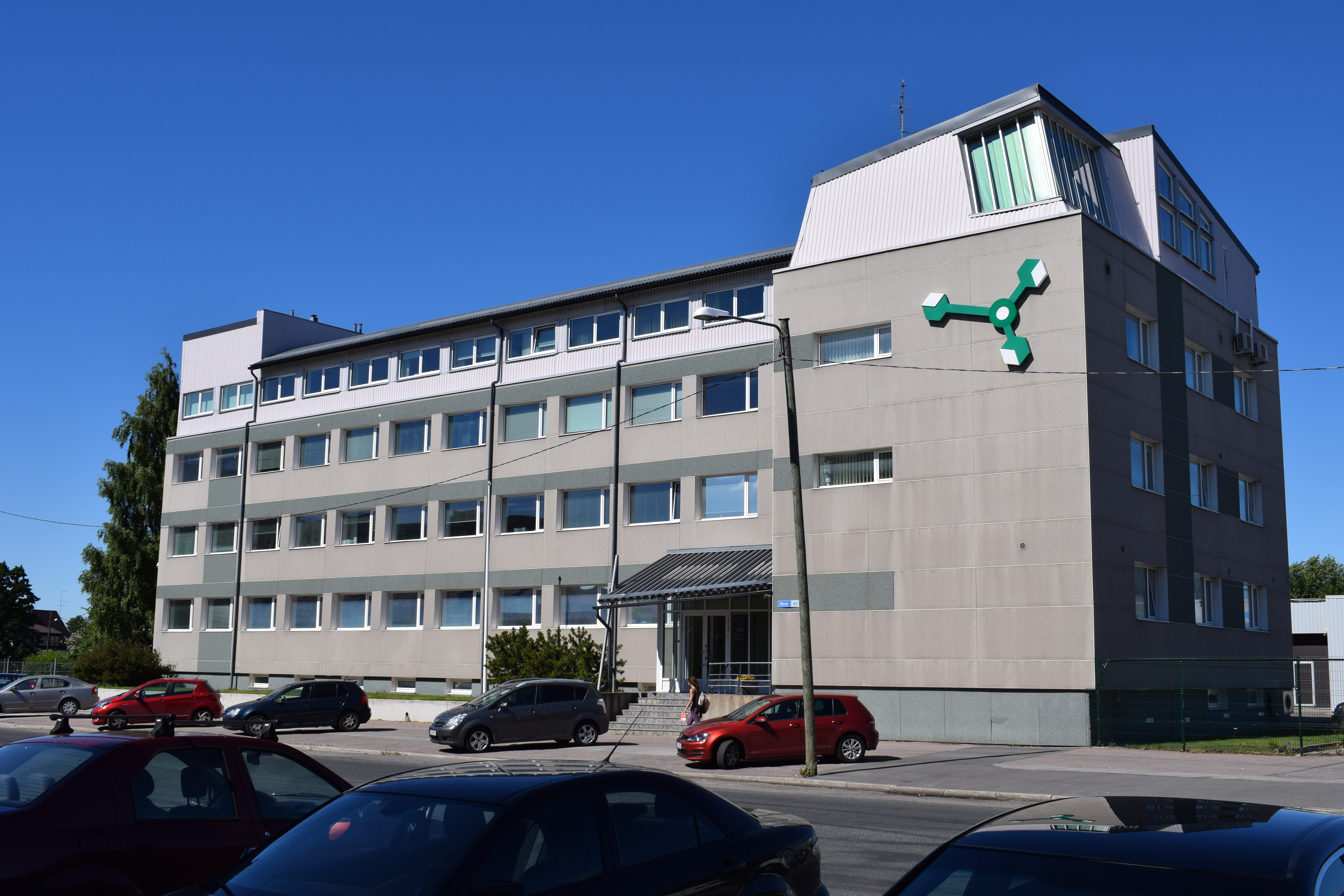
Улица Марья
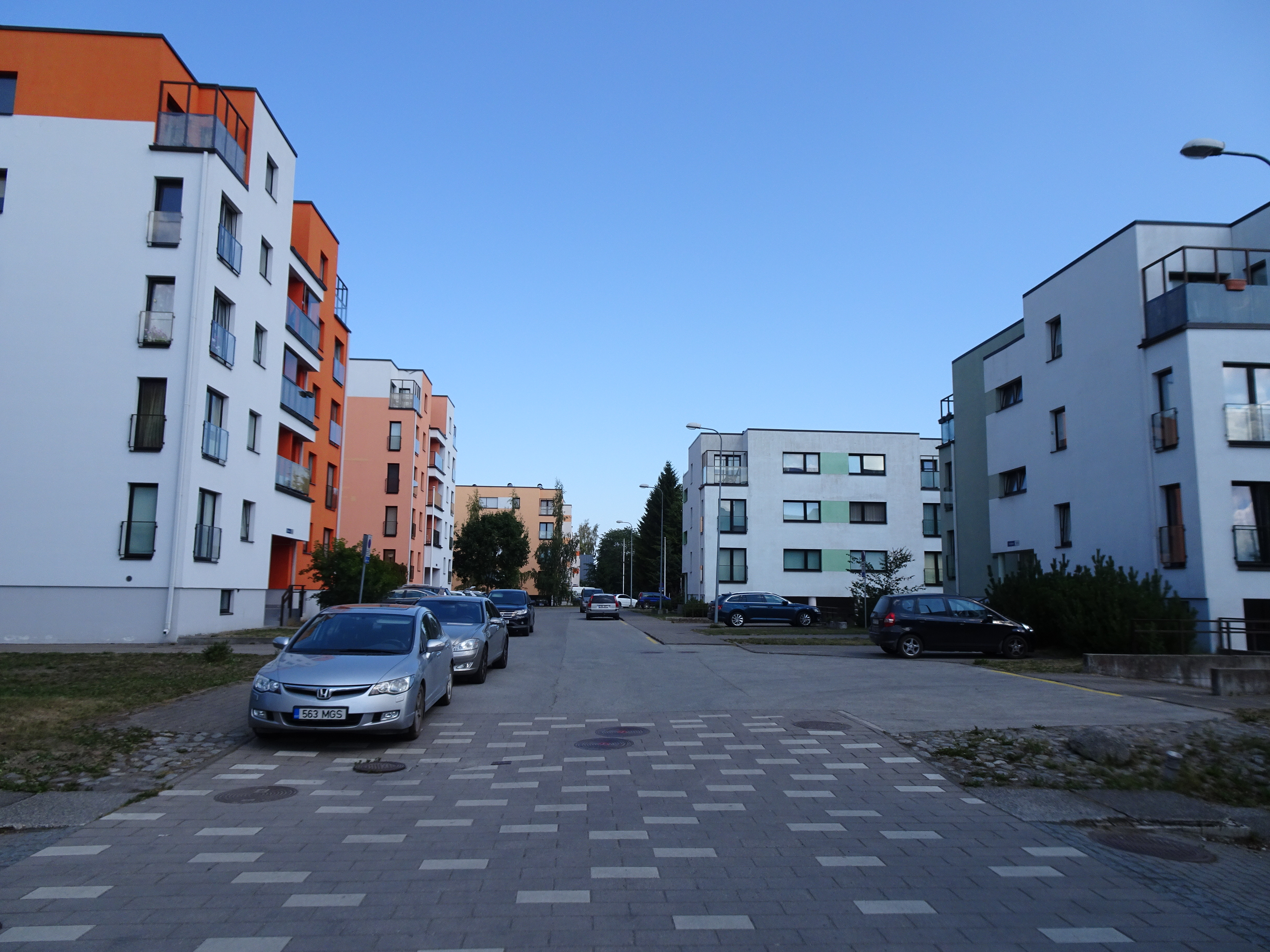
Улица Сийдисаба
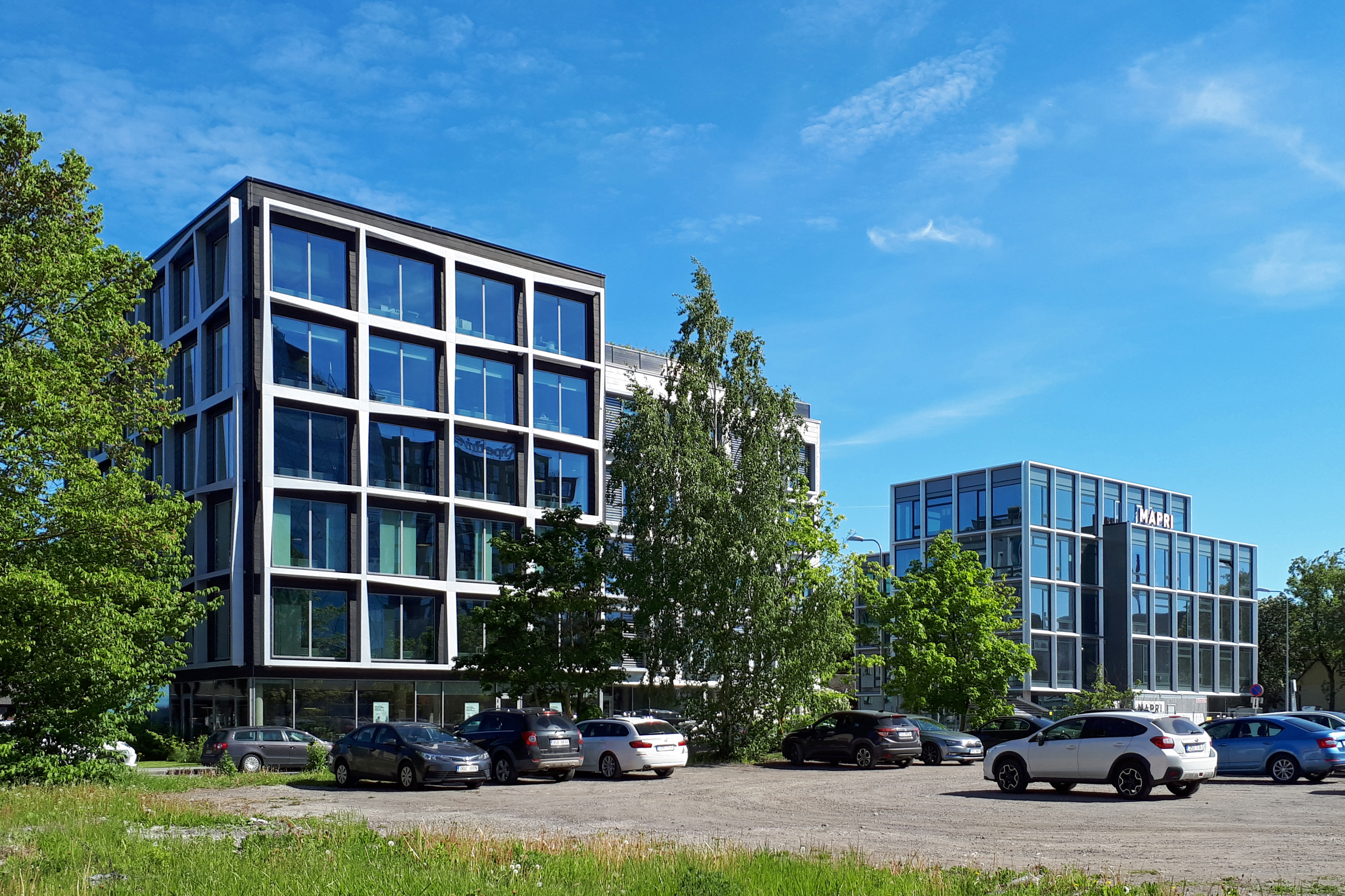
Новые офисные дома в микрорайоне Лиллекюла, 2019 год
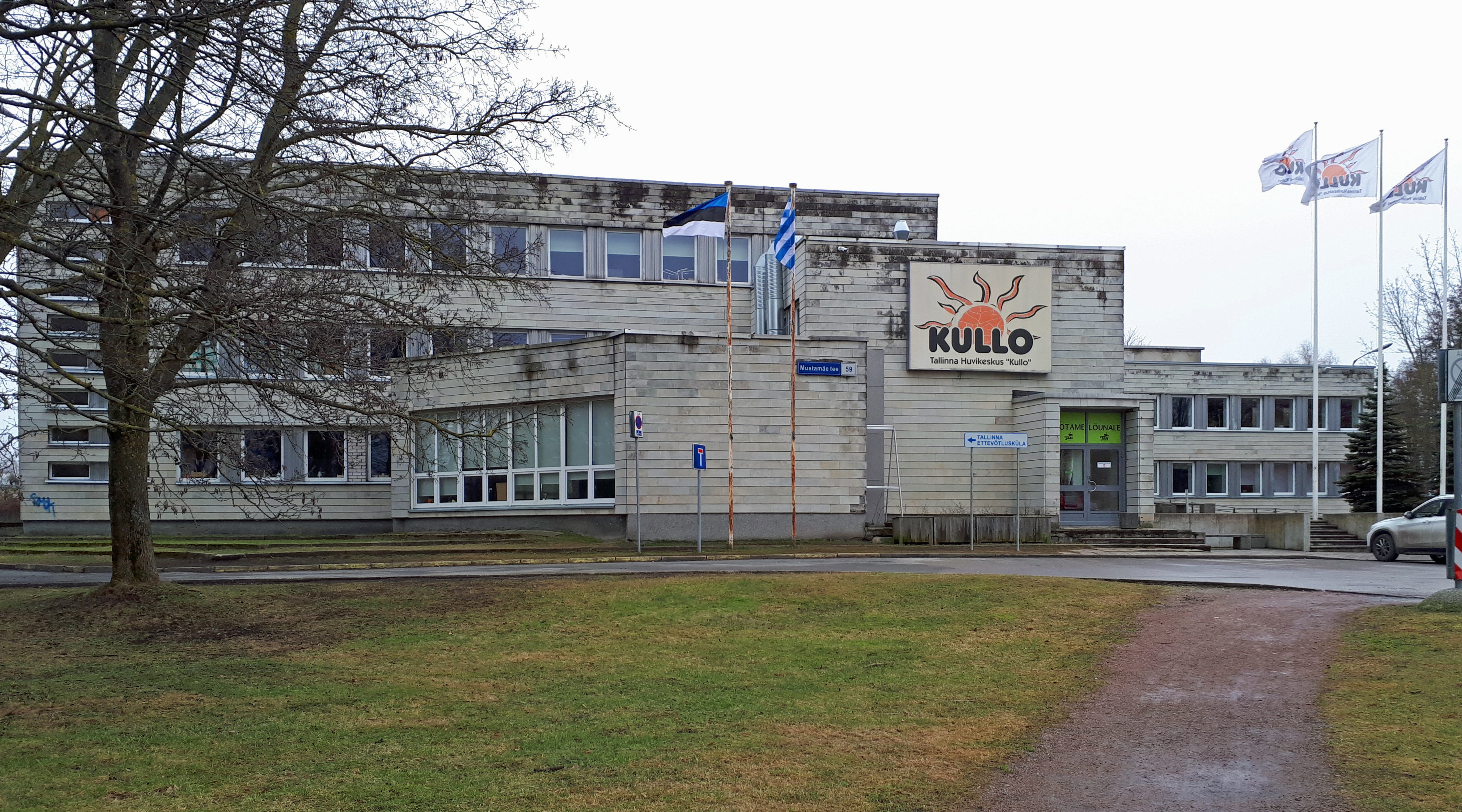
Центр по интересам «Кулло», бывший Дворец пионеров, 2020 год (снесён в 2025 году)
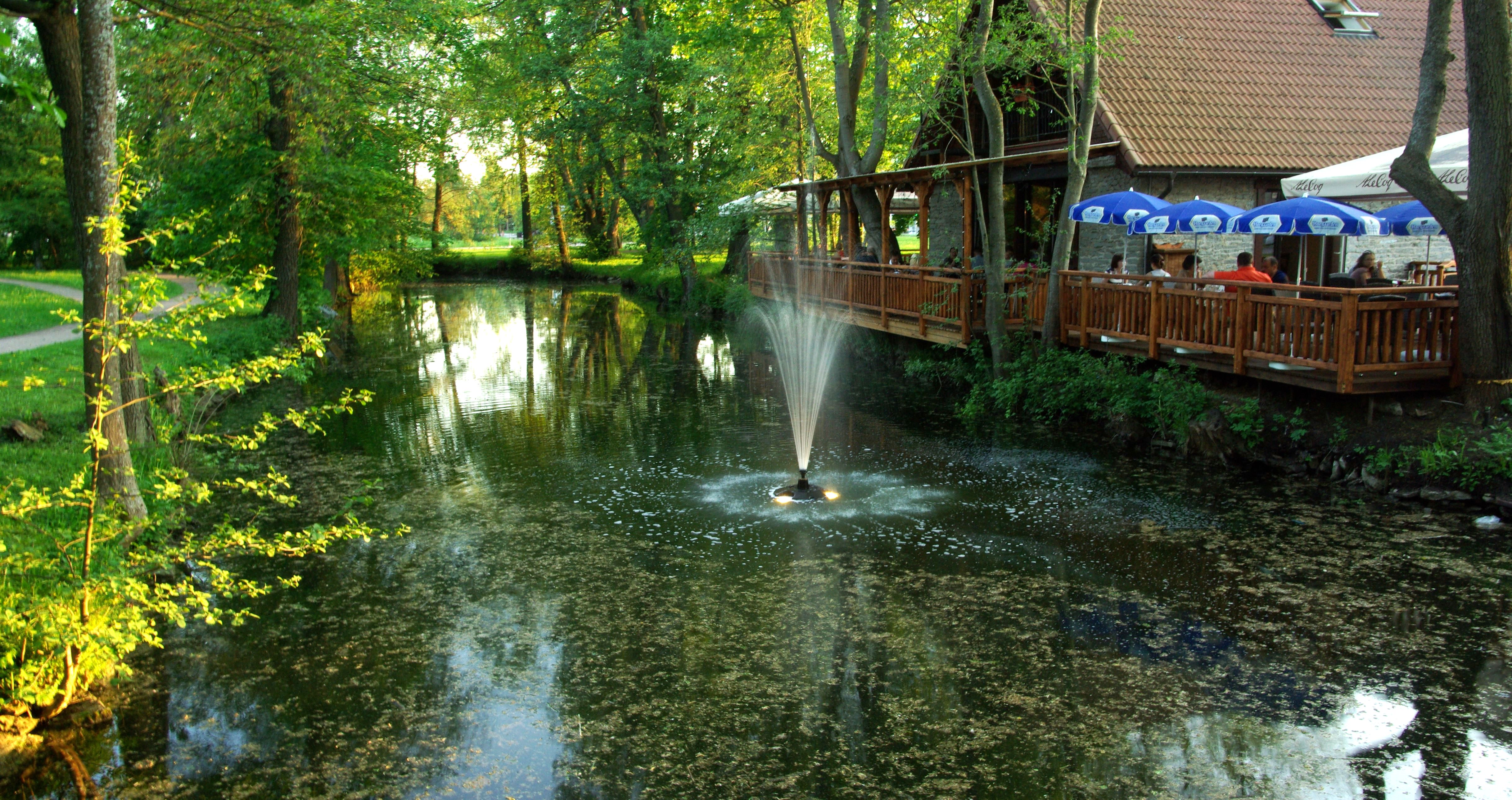
Парк Лёвенру
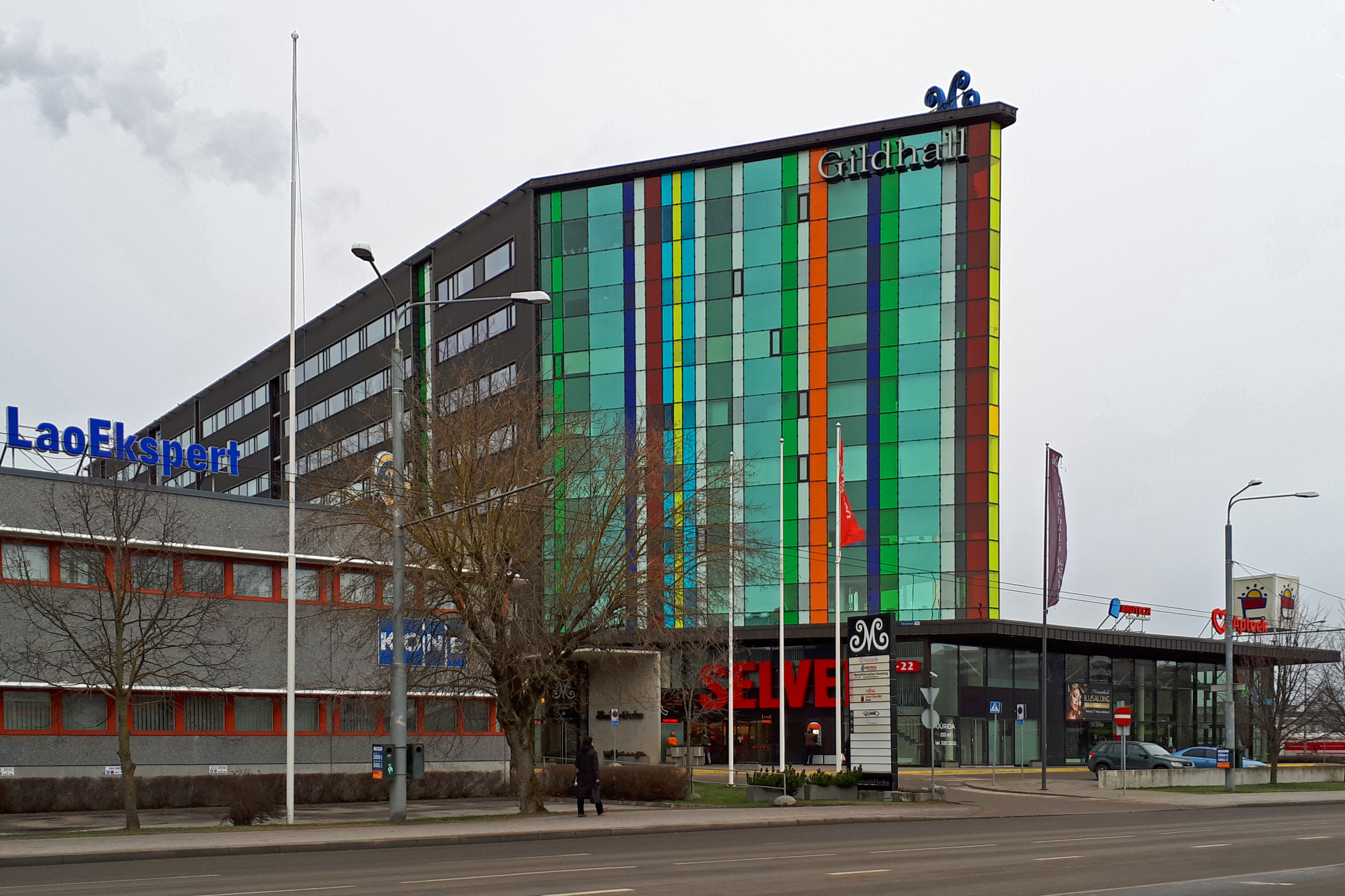
Магазин «Selver» на улице Мустамяэ